# Österreichischer Kunstpreis für Kinder- und Jugendliteratur
Der Österreichische Kunstpreis für Kinder- und Jugendliteratur (bis 2009 Würdigungspreis) wird vom Bundesministerium für Wohnen, Kunst, Kultur, Medien und Sport (BMWKMS) etablierten Künstlern für ihr Gesamtwerk verliehen. Diese Auszeichnung wird alle zwei Jahre vergeben und ist mit Stand 2018 mit 15.000 Euro dotiert. Im Jahr 2024 wurde das Preisgeld auf 20.000,00 Euro erhöht. Bisher wurden folgende Personen ausgezeichnet:

## Preisträger
Würdigungspreis
- 1980 Mira Lobe als Autorin
- 1983 Vera Ferra-Mikura als Autorin
- 1989 Christine Nöstlinger als Autorin
- 1992 Renate Welsh als Autorin
- 1995 Lene Mayer-Skumanz als Autorin
- 1996 Wolf Harranth als Autor und Übersetzer
- 1998 Lisbeth Zwerger als Illustratorin
- 2000 Monika Pelz als Autorin
- 2002 Senta Kapoun als Übersetzerin
- 2004 Angelika Kaufmann als Illustratorin
- 2006 Erwin Moser als Autor und Illustrator
- 2008 Jutta Treiber als Autorin

Kunstpreis
- 2010 Jaqueline Csuss als Übersetzerin
- 2012 Winfried Opgenoorth
- 2014 Edith Schreiber-Wicke
- 2016 Linda Wolfsgruber
- 2018 Heinz Janisch[1]
- 2020 Renate Habinger
- 2022 Willy Puchner[2]
- 2024 Helga Bansch[3]